# Dewi Fortuna Anwar
Dewi Fortuna Anwar (ur. 22 maja 1958 w Bandungu) – indonezyjska uczona, rzecznik prasowa oraz badaczka związana z Indonezyjskim Instytutem Nauk, gdzie w latach 2001–2010 pełniła funkcję zastępcy przewodniczącego ds. nauk społecznych i humanistycznych. Objęła także funkcję zastępcy sekretarza ds. politycznych wiceprezydenta Indonezji.
Kształciła się w School of Oriental and African Studies (SOAS) na Uniwersytecie Londyńskim, gdzie zdobyła bakalaureat i magisterium. Doktorat z nauk o polityce uzyskała na Uniwersytecie Monasha w Australii.
Jej ojcem był socjolingwista Khaidir Anwar.

## Wyróżnienia
- Peneliti Muda Terbaik (1996)
- Ahli Peneliti Utama (APU) – Centrum Badań i Rozwoju ds. Polityki i Terytorialności Indonezyjskiego Instytutu Nauk (22 czerwca 2000)